# Qualificazioni alla coppa delle nazioni oceaniane femminile 2018
Le qualificazioni alla Coppa delle nazioni oceaniane femminile 2018 consistono in un girone all'italiana con partite di sola andata, al termine del quale la prima classificata è ammessa alla fase finale. Le quattro nazionali impegnate (Samoa Americane, Figi, Isole Salomone e Vanuatu)
La prima classificata si è qualificata alla Coppa delle nazioni oceaniane 2018. Qualificazioni disputate a Lautoka nelle Figi.

## Classifica
| Pos. | Squadra         | Pt | G | V | N | P | GF | GS | DR |
| ---- | --------------- | -- | - | - | - | - | -- | -- | -- |
| 1.   | Figi            | 7  | 3 | 2 | 1 | 0 | 7  | 1  | +6 |
| 2.   | Vanuatu         | 6  | 3 | 2 | 0 | 1 | 3  | 5  | -2 |
| 3.   | Isole Salomone  | 4  | 3 | 1 | 1 | 1 | 2  | 1  | +1 |
| 4.   | Samoa Americane | 0  | 3 | 0 | 0 | 3 | 0  | 5  | -5 |

## Risultati
| Arbitro: | Beth Rattray |

|  |           |                   |
|  | Marcatori | 39’, 90+4’ Samani |

| Arbitro: | Tapaita Lelenga |

|          |           |                                                |
| Gere 75’ | Marcatori | 6’ Tamanitoakula 41’, 54’, 55’ Davis 57’ Nasau |

| Arbitro: | Roger Adams |

|             |           |  |
| Wakeret 44’ | Marcatori |  |

| Lautoka 27 agosto 2018, ore 15:00 UTC+12 | Figi          | 0 – 0 referto | Isole Salomone | Churchill Park (1.000 spett.)\| Arbitro: \| Sione Lelenga \| |
| Arbitro:                                 | Sione Lelenga |               |                |                                                              |

| Arbitro: | Tapaita Lelenga |

|  |           |            |
|  | Marcatori | 5’ Solomon |

| Arbitro: | Beth Rattray |

|                     |           |  |
| Davis 40’ Nasau 45’ | Marcatori |  |

## Statistiche

### Classifica marcatrici
4 reti
- Trina Davis

2 reti
- Cema Nasau
- Laydah Samani

1 rete
- Luisa Tamanitoakula
- Annie Gere
- Leisale Solomon
- Melissa Wakeret